# Brian Transeau
Brian Wayne Transeau (Rockville, 4 de outubro de 1971), mais conhecido por suas iniciais BT, é um DJ, produtor musical, e compositor estadunidense.
Ao longo de sua carreira, BT produziu músicas para várias trilhas sonoras, e programas de televisão, tendo trabalhado com inúmeros artistas, incluindo David Bowie, Madonna, Armin van Buuren, Sting, Depeche Mode, Tori Amos, Seal, NSYNC, Britney Spears, Paul van Dyk, e Tiësto.
Conhecido por suas habilidades técnicas, e experimentação em diferentes gêneros musicais, é considerado uma das figuras mais inovadoras da música eletrônica contemporânea.

## Carreira
BT teve contato com a música ainda muito pequeno, aos 4 anos de idade começou a fazer aulas de piano por incentivo de seus pais. Em sua adolescência, também estudou violino e guitarra, no entanto sua maior proficiência ainda era o piano, influência que ele aplicaria em suas produções vários anos mais tarde. Suas primeiras gravações, "A Moment of Truth" e "Relativity", fizeram sucesso em clubes de dança no Reino Unido, porém suas produções ainda não eram populares nos EUA, tendo morado na Europa ainda essa época.
Em parceria com Paul Oakenfold, lançou em 1995 a sua primeira faixa "Embracing The Sunshine". No ano seguinte, seu primeiro álbum, "Ima", apresentava uma abordagem inovadora para a produção de música eletrônica, incorporando sons e texturas de instrumentos acústicos, e fontes não convencionais. Seu segundo álbum, "ESCM", de 1997, apresentou o hit "Flaming June", considerado um dos clássicos da música eletrônica, com  participação de Paul Van Dyk na produção. O terceiro álbum, Movement in Still Life, de 1999, é considerado o melhor álbum de BT, trazendo elementos do rock e pop.
Alguns anos depois, produziu o álbum "Emotional Technology" de 2003, este álbum apresenta uma mistura de estilos, incluindo trance, house e pop, e inclui conhecidas faixas de sua carreira como "Somnambulist (Simply Being Loved)".
Também produziu trilhas sonoras para programas de televisão, jogos eletrônicos, e filmes do cinema, como Lara Croft: Tomb Raider, Velozes e Furiosos, e Monster.
Além de sintetizadores, e peças sonoras modificadas por ele mesmo, BT utiliza uma variedade de instrumentos em suas produções, iniciando a criação de suas faixas e composições a partir de instrumentos básicos, como o piano e violão. No decorrer das criações, faz a utilização de guitarras, teclado, e bateria. Em parceria com desenvolvedoras de software, BT também criou plugins e instrumentos virtuais de produção musical, tendo em 2020, colaborado com a empresa de tecnologia de áudio iZotope na criação do plugin "Stutter Edit 2", uma versão aprimorada da primeira lançada em 2011. Muito popular entre produtores de música eletrônica e hip-hop, é utilizada para criar efeitos de edição de áudio criativos e incomuns.

## Discografia

#### Álbuns
- Ima (1995)
- ESCM (1997)
- Movement in Still Life (1999)
- Emotional Technology (2003)
- This Binary Universe (2006)
- These Hopeful Machines (2010)
- If the Stars are Eternal So are You and I (2012)
- Nuovo Morceau Subrosa (2012)
- A Song Across Wires (2013)
- Electronic Opus (2015)
- _ (2016)
- Between Here and You (2019)
- Everything You're Searching for Is On the Other Side of Fear (2020)
- The Lost Art of Longing (2020)